# NSG Effeldertal
NSG Effeldertal este o arie protejată (arie specială de conservare — SAC, sit de importanță comunitară — SCI) din Germania întinsă pe o suprafață de 175 ha, integral pe uscat.

## Localizare
Centrul sitului NSG Effeldertal este situat la coordonatele 50°21′57″N 11°02′59″E / 50.3658°N 11.0497°E.

## Înființare
Situl NSG Effeldertal a fost declarat sit de importanță comunitară în iunie 2004 pentru a proteja 10 specii de animale. Situl a fost protejat și ca arie specială de conservare în iulie 2008.

## Biodiversitate
Situată în ecoregiunea continentală, aria protejată conține 7 habitate naturale: Lacuri eutrofice naturale cu vegetație de tip Magnopotamion sau Hydrocharition, Cursuri de apă de la nivel de câmpie la nivel montan, cu vegetație Ranunculion fluitantis și Callitricho-Batrachion, Pajiști uscate europene, Liziere de ierburi înalte hidrofile de câmpie și de nivel montan până la alpin, Fânețe de joasă altitudine (Alopecurus pratensis, Sanguisorba officinalis), Păduri de fag Luzulo-Fagetum, Păduri aluvionare cu Alnus glutinosa și Fraxinus excelsior (Alno-Padion, Alnion incanae, Salicion albae).
La baza desemnării sitului se află mai multe specii protejate:
- păsări (8): pescăruș albastru (Alcedo atthis), barză neagră (Ciconia nigra), ciocănitoare neagră (Dryocopus martius), becațină comună (Gallinago gallinago), capîntortură (Jynx torquilla), sfrâncioc roșiatic (Lanius collurio), gaia roșie (Milvus milvus), ciocănitoare verzuie (Picus canus)
- nevertebrate (1): phengaris nausithous (Maculinea nausithous)
- pești (1): cicar (Lampetra planeri)

Pe lângă speciile protejate, pe teritoriul sitului au mai fost identificate 7 specii de plante, 4 specii de mamifere, 13 specii de nevertebrate, 3 specii de pești, 2 specii de reptile.